# Saint-Joseph (Manche)
Saint-Joseph ist eine französische Gemeinde im Département Manche in der Region Normandie Sie gehört zum Arrondissement Cherbourg und zum Kanton Valognes.

## Geografie
Saint-Joseph liegt auf der Halbinsel Cotentin.
Angrenzende Gemeinden sind Brix, Tamerville, Valognes, Négreville und Yvetot-Bocage.

### Verkehrsanbindung
Saint-Joseph wird von der vom Département Manche betriebenen Buslinie Manéo Nr. 1 angefahren (Buslinie Saint-Lô-Carentan-Valognes-Cherbourg). Das Gemeindegebiet wird von der Nationalstraße N13 durchquert.

## Geschichte

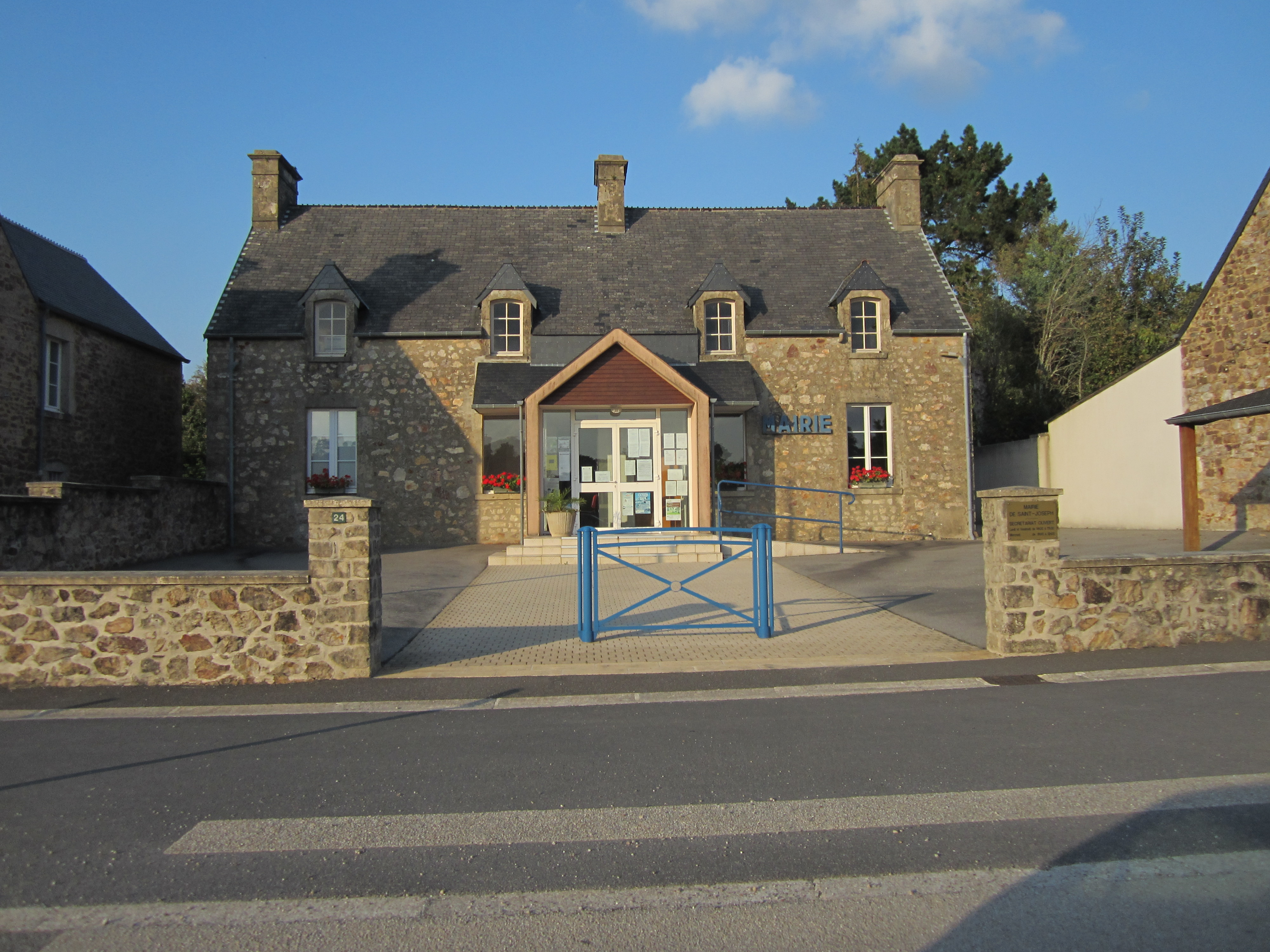
Rathaus

1929 gaben Brix, Tamerville und Négreville einen Teil ihres Gebiets an die Gemeinde Saint-Joseph, die damals noch nicht existierte.

## Bevölkerungsentwicklung
| Jahr      | 1962 | 1968 | 1975 | 1982 | 1990 | 1999 | 2010 | 2018 |
| Einwohner | 557  | 501  | 518  | 625  | 677  | 734  | 805  | 795  |

## Sehenswürdigkeiten

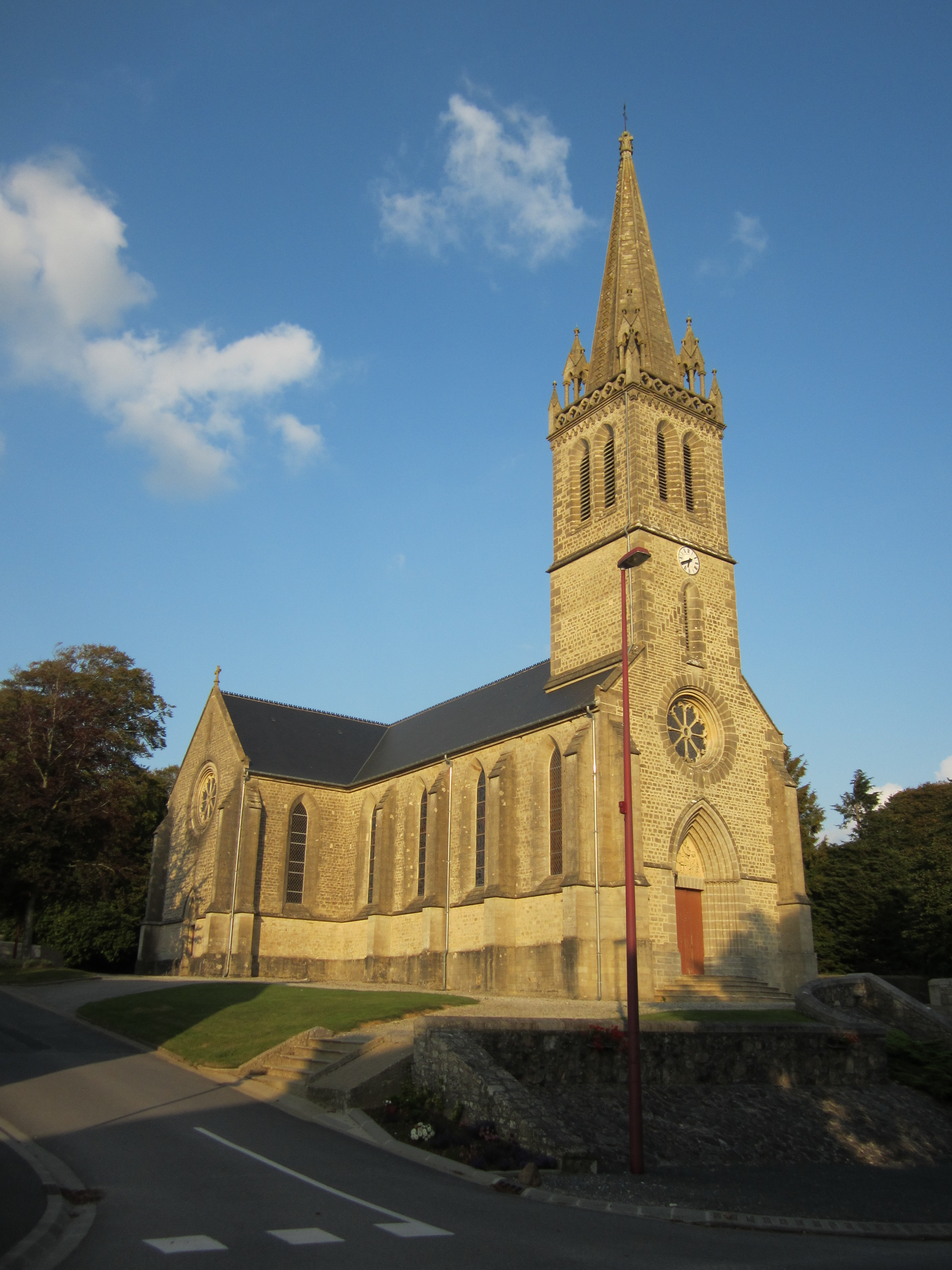
Kirche Saint-Joseph

- Kirche Saint-Joseph

## Persönlichkeiten
- Maurice Lesage (1887–1963), Generalstaatsanwalt beim französischen Rechnungshof